# Alles komt terug
Alles komt terug was een Vlaams televisieprogramma dat in het najaar van 2001 op zondagavond op TV1 (tegenwoordig één) door Mark Uytterhoeven en Rob Vanoudenhoven werd gepresenteerd.

## Concept
Alles komt terug was een combinatie tussen een komisch praatprogramma waarbij verschillende Bekende Vlamingen werden uitgenodigd en een archiefprogramma. De titel was gebaseerd op de observatie dat het verleden zich altijd herhaalt. Om die reden blikten Uytterhoeven en Vanoudenhoven terug op archiefuitzendingen van de BRT/VRT en gaven er ironische commentaar bij. Tussendoor toonden ze sketches gebaseerd op deze fragmenten, vergelijkbaar met Alles kan beter, dat destijds zowel Uytterhoeven als Vanoudenhoven hadden gepresenteerd.
Ook andere onderdelen aan het programma waren verwijzingen naar bekende tv-programma's. Zo zong de groep Kommil Foo elke aflevering in, net zoals ze dat destijds in Morgen Maandag deden. Soms vroeg Uytterhoeven tijdens een interview aan zijn gast of hij "even naar de dagboekkamer kon komen, alsjeblieft?" De gast stond dan op en ging naar een aparte kamer waar Uytterhoeven hem buiten beeld ondervroeg. (Een verwijzing naar Big Brother). Uytterhoevens duopresentatie knipoogde dan weer naar Het Huis Van Wantrouwen.
Elke week hadden Raf en Mich Walschaerts (Kommil Foo) ook een komische dialoog waarbij ze samen op een bed lagen. Raf voerde steevast het woord en praatte op paternalistische toon tegen Mich, die reageerde met kinderlijke verwondering. Rafs betoog kwam er elke keer weer op neer dat "dikke tetten" de oplossing voor elk probleem waren.

## Noemenswaardige momenten
- In de allereerste aflevering verwelkomde Bart Peeters (vermomd als Cas Goossens) het publiek, in een verwijzing naar een legendarisch moment uit Morgen Maandag. Peeters bleef in zijn rol en werd plots verrast door de echte Cas Goossens die ook te gast was.
- De eerste aflevering werd overigens een week later dan gepland uitgezonden. De onmiddellijke aanleiding was de Amerikaanse inval in Afghanistan op 7 oktober 2001. De VRT schrapte onmiddellijk de geplande eerste uitzending van Alles komt terug en zond in plaats daarvan extra live nieuwsreportages uit. Een week later, op 14 oktober 2001, was het programma dan toch op televisie te zien. Later in de serie zou Vanoudenhoven zich geregeld vermommen als Osama bin Laden, terwijl Uytterhoeven (in een imitatie van de legendarische journalist Maurice De Wilde) hem scherp aan de tand voelde. Toen Uytterhoeven Vanoudenhoven vroeg of hij iets met de aanslagen op 11 september 2001 te maken had, ontkende Rob met stereotiep Arabische tongval: "Mô gij!"  (Antwerps dialect voor "Maar gij!", wat zoveel betekent als: "Maar hoe durf je zoiets te zeggen")
- Vanoudenhoven was tijdens een van de reportages ooit te gast bij een Bekende Vlaming en bezocht haar bij haar thuis. Tijdens een van de scènes hield Rob toevallig haar baby vast, gewikkeld in een wit dekentje. Net toen zij hem waarschuwde het kind niet te laten vallen struikelde Rob over de drempel en viel met baby en al op de vloer. Het publiek schrok zich een hoedje, maar het bleek opgezet spel te zijn: Vanoudenhoven had gewoon een babypop verwikkeld in een dekentje en het ding op zo'n manier tegen zijn borst geklemd dat het net een echte baby leek te zijn.
- Kommil Foos humoristische gesprekken in bed eindigden ooit onverwacht in een blooper. Tijdens een van de afleveringen maakten de broers erg veel lawaai en wilde bewegingen. Totaal onverwacht zakte hun bed toen in, waarna Raf en Mich verschrikt de slappe lach kregen en ook het publiek niet meer bijkwam. Ondanks deze hilarische blooper maakte Raf toch nog de geplande sketch af en lichtte Mich in dat de gast voor vanavond, "hoe ongeloofwaardig het nu ook mag klinken" zich "onder hun bed verschool."

## Ontvangst
Tijdens de jaren 1990 had televisiezender TV1 verschillende legendarische kijkcijferkanonnen uitgezonden, onder meer Uytterhoevens Het Huis Van Wantrouwen (1991-1992) en Morgen Maandag (1993), Bart De Pauw en Tom Lenaerts' Schalkse Ruiters (1996-1998) en Rob Vanoudenhovens De XII werken van Vanoudenhoven (1998-1999). Afgezien van het eerstgenoemde programma werden al deze enorm populaire cultseries altijd in primetime op zondagavond uitgezonden. In het jaar 2001 maakten de presentatoren van deze programma's op dit laatavondtijdstip allemaal een nieuw programma. Alhoewel deze nieuwe tv-series niet bedoeld waren als vervolgen op hun oudere successen werden ze door het grote publiek toch op deze manier geïnterpreteerd. In het voorjaar van 2001 presenteerden Bart De Pauw en Tom Lenaerts Mannen op de Rand van een Zenuwinzinking. Dit onofficieel vervolg op Schalkse Ruiters kende een relatief succes, waarna Uytterhoeven en Vanoudenhoven datzelfde najaar met een nieuw programma, Alles komt terug op televisie verschenen.
Uytterhoeven had al sinds Morgen Maandag (1993) geen komische praatprogramma's voor het grote publiek meer gepresenteerd op zondagavond. Ook Vanoudenhoven was voor het eerst sinds De XII werken van Vanoudenhoven in 1999 nog eens op dit tijdstip en voor dit doelpubliek op tv te zien. De verwachtingen waren hoog gespannen, maar net als Mannen op de rand van een zenuwinzinking kende Alles komt terug niet dezelfde immense populariteit als haar illustere voorgangers, al scoorden beide programma's wel goede kijkcijfers. Tv-kijkers misten het vernieuwende en riskante aspect dat veel van Uytterhoevens uitzendingen in de jaren 90 hadden gekend. Alles komt terug steunde vooral op nostalgische knipoogjes naar andere tv-series. De hoogtepunten van iedere aflevering, de sketchfilmpjes, waren in feite een veilig doorslagje van Alles kan beter. Desondanks mikte Uytterhoeven ook niet op een hype, temeer omdat hij daar sinds Morgen Maandag slechte herinneringen aan had.